# Кісницька сільська рада
| Кісницька сільська рада — орган місцевого самоврядування у Крижопільському районі Вінницької області з адміністративним центром у с. Кісниця. Сільській раді підпорядковані населені пункти: - с. Кісниця |

## Склад ради
Рада складається з 12 депутатів та голови.

## Керівний склад сільської ради
| ПІБ                      | Основні відомості                                                         | Дата обрання | Дата звільнення |
| ------------------------ | ------------------------------------------------------------------------- | ------------ | --------------- |
| Чекурда Людмила Іванівна | Сільський голова, 1963 року народження, освіта, член Партії регіонів      | 26.03.2006   | 31.10.2010      |
| Рищук Софія Іванівна     | Сільський голова, 1958 року народження, освіта вища, член Партії регіонів | 31.10.2010   |                 |

Примітка: таблиця складена за даними джерела